# 普岭乡
普岭乡，是中华人民共和国四川省南充市营山县曾经下辖的一个乡。2019年10月，撤销普岭乡，将其所属行政区域划归消水镇管辖。

## 行政区划
普岭乡撤销前下辖以下地区：
柳坝村、伞坝村、头洞村、固周村、黑马村、白龙村、花桥村、窑沟村、酢坊村和普岭村。